# Catherina Sforza
Catherina Sforza (Milaan, ca 1463 – Florence, 28 mei 1509), vrouwe van Forlì en Imola, was een buitenechtelijke dochter van Galeazzo Maria Sforza (1444-1476), hertog van Milaan van 1466-1476, en Lucrezia Landriani. De hertog erkende haar als zijn dochter en voedde haar samen met zijn andere kinderen op.

## Riario
Haar vader verloofde haar op negenjarige leeftijd met een neef van paus Sixtus IV, Girolamo Riario (1443–1488) met wie ze vijf jaar later trouwde. Riario werd kapitein-generaal van de pauselijke troepen en commandant van de Engelenburcht in Rome.
Na het overlijden van paus Sixtus IV in 1484 vestigden Riario en Catherina zich in Forlì, waar hij heer van Forlì en Imola was. Riario was impopulair bij zijn volk en maakte vele vijanden. Hij zat achter de moordaanslag op Lorenzo de' Medici in Florence in 1478, waarbij diens broer Giuliano de' Medici het leven liet. Riario zelf werd op 14 april 1488 vermoord door het hoofd van zijn garde. Na de moord op haar echtgenoot trad Catherina op als regent over Forlì en Imola voor haar oudste zoon Ottaviano. Met steun van de hertog van Milaan, haar oom Ludovico Sforza, nam Catherina de leiding stevig in handen.

## Tweede en derde huwelijk
In 1490 trouwde Catherina in het geheim met Giacomo Feo (ca. 1470-1495) met wie ze een zoon Carlo kreeg en waarvan wordt aangenomen dat hij de knappe jongere broer van haar lijfwacht was. Vanwege zijn heerszuchtige gedrag werd ook haar tweede echtgenoot vermoord, op 27 augustus 1495.
In 1497 trouwde ze opnieuw in het geheim, nu met Giovanni de' Medici, bijgenaamd 'il Popolano' (1467–1498). Samen kregen ze een zoon, die naar de hertog van Milaan Lodovico genoemd is. Ook het huwelijk met haar derde echtgenoot was van korte duur, omdat Giovanni in 1498 overleed aan opgelopen verwondingen tijdens de veldtocht van de Medici tegen Venetië. Hun zoon zou voortaan naar zijn vader Giovanni worden genoemd en zou later als condottiere Giovanni dalle Bande Nere faam als krijgsheer verwerven.

## De tijgerin van Forlì
Teneinde de macht van de Borgia in Italië uit te breiden eiste Cesare Borgia, de zoon van paus Alexander VI, Forlì en Imola voor zichzelf op. Met steun van zijn vader veroverde hij beide steden begin 1500. Vanwege haar heftige verzet werd Catherina Sforza door de Borgia in de Engelenburcht in Rome gevangengezet. Na anderhalf jaar kwam ze vrij en vertrok ze naar haar dochter Bianca Riario en haar jongste zoon Giovanni de' Medici in Florence - bij Lorenzo de' Medici.
Haar oudste twee zonen Ottaviano en Cesare kozen voor een loopbaan in de katholieke Kerk en maakten geen aanspraak meer op Forlì en Imola. Haar jongste zoon Giovanni vertoonde als enige de strijdlust van de Sforza's die ook zijn moeder kenmerkte. In 1509 overleed Catherina Sforza aan een longontsteking. Volgens haar laatste wil werd haar zoon Giovanni vervolgens opgevoed door priester Fortunati en bankier Jacopo Salviati, wiens dochter Maria later Giovanni's vrouw zou worden.
Door haar strijdlustige, heerszuchtige, moedige en trotse optreden, waarbij ze vaak in gevechtsuitrusting de vijand tegemoet trad, is Catherina Sforza reeds in haar eigen tijd uitgegroeid tot een legende. Haar bijnaam was 'de tijgerin van Forlì'.

## Nageslacht
Door haar kleinzoon Cosimo I de' Medici komt zij in de stamboom van vele Europese vorsten voor, onder wie Lodewijk XIV van Frankrijk, Karel II van Engeland, George I van Engeland , Victoria van Engeland en Wilhelm II van Duitsland; en ook in die van Elizabeth II van Engeland, Juan Carlos I van Spanje en Harald V van Noorwegen.
Het huwelijk van Catherina Sforza met Girolamo Riario heeft de volgende kinderen voortgebracht:
- Bianca Riario (maart 1478 - na 1522), trouwde met Troilo I de Rossi, graaf van San Secondo
- Ottaviano Riario (1479-1523), bisschop van Volterra en Viterbo in 1508
- Cesare Riario (24 augustus 1480 - 1518/1540), aartsbisschop van Pisa in 1499
- Giovanni Livio Riario (30 oktober 1484 - 1496)
- Galeazzo Maria Riario (1485-1538), trouwde met Maria della Rovere
- Francesco 'Sforzino' Riario (17 augustus 1487 - na 1509), bisschop

Uit haar huwelijk met Giovanni de' Medici werd geboren:
- Giovanni de' Medici (6 april 1498 - 30 november 1526)